# Nirj Deva
Niranjan Joseph De Silva Deva Aditya FRSA DL, connu sous le nom de Nirj Deva (né le 11 mai 1948 à Colombo, à Ceylan) est un homme politique britannique du Parti conservateur. Il est député européen de 1999 à 2019.

## Biographie
Il est député à la Chambre des communes de 1992 à 1997 pour la circonscription Brentford and Isleworth.
En juin 1999, il est élu député européen. C'est la première personne née en Asie à être élue comme conservateur au Parlement européen.